# 3929 Carmelmaria
3929 Carmelmaria (1981 WG9) là một tiểu hành tinh vành đai chính được phát hiện ngày 16 tháng 11 năm 1981 bởi P. Jekabsons ở Đài thiên văn Perth.